# Pakubuwono III van Surakarta
Pakubuwono III van Surakarta, voluit "Z.H. Sampeyan Dalam ingkang Sinuhun Kanjeng Susuhanan Prabhu Sri Paku Buwono III Senapati ing Alaga Ngah 'Abdu'l-Rahman Saiyid ud-din Panatagama (Sunan Prabhu Suwarga), susuhunan van Surakarta" geheten, (Geboren in de Kraton van Kartasura op 24 februari 1732 - 26 september 1788 in Kartasura) was een Javaans vorst die bij de gratie van de VOC mocht regeren over Surakarta. Hij regeerde als Pakubuwono III van Surakarta van 1749 tot 1788. De kroning met de keizerskroon van Surakarta vond in 1749 plaats.
De regeringsmacht van de susuhunan was door verdragen en akkoorden met de VOC en met Nederland sterk beperkt maar formeel was hij de eigenaar van alle grond in Surakarta en hij was op zijn beurt de leenheer van tal van vazallen. De machtsverhouding werd tot uitdrukking gebracht in het gebruik dat de Gouverneur-Generaal van Nederlands-Indië zijn "grootvader" heette te zijn en deze de regerende susuhunans als zijn "kleinzoon" aansprak. Voor de lagere Indische vorsten heetten de Nederlandse bestuurders als "oudere broer" tegenover hun "jongere broer" te staan.
Hij is de derde van de dertien regerende susuhunans van Surakarta uit het Huis Kartasura, afstammelingen van de eens machtige susuhunans van Mataram. Met zijn meerdere vrouwen had hij 46 wettige nakomelingen. Hij resideerde als eerste in Surakarta na een familietwist om de troon.
De vorst groeide op als prins Radin Mas Gusti Suriya Kusuma en werd als kroonprins in 1738 "Kanjeng Gusti Pangeran Adipati Anum Amangku Negara Sudibya Rajaputra Narendra ing Mataram". De VOC bevestigde zijn recht op opvolging op 11 december 1749. In ruil voor een bondgenootschap werd Pakubuwono III in 1749 een vazal van de VOC waarbij deze suzerein werd over Surakarta.
Vader Pakubuwono II huwde 21 maal en had bij zijn vrouwen en bijvrouwen 41 kinderen, van wie 20 zonen en acht dochters volwassen werden.
Na de dood van Pakubuwono II in 1749 brak er in de vorstelijke familie een lange en bloedige oorlog om de erfopvolging uit (de Derde Javaanse Successieoorlog). Een van de prinsen, Mangku Bumi, accepteerde niet dat zijn oudere halfbroer als soesoehoenan van Surakarta de troon zou bestijgen. Prins Mangku Bumi veroverde met zijn aanhangers het zuidwesten van het rijk. De susuhunan wist zich met steun van Nederland en de VOC in het noordoosten te handhaven. De susuhunan  stelde uiteindelijk een vergelijk voor waarbij het inmiddels uitgeputte rijk van zijn vader zou worden verdeeld. Hij zou dan op grond van zijn senioriteit wel de eerste onder de vorsten en de enige susuhunan blijven. Het keizerrijk Surakarta en het nieuwe sultanaat of koninkrijk Yogyakarta onder sultan Mangku Bumi werden op 13 februari 1755 bij het verdrag van Giyanti officieel verdeeld. De grenzen werden pas in 1830 definitief vastgesteld.

## Opvolging
- Opvolger van Pakubuwono II van Surakarta
- Opgevolgd door Pakubuwono IV van Surakarta